# وحشی (ترانه)
«وحشی» (به انگلیسی: Savage) ترانه‌ای از رپر آمریکایی مگان دی استالین است. این ترانه در ۶ مارس ۲۰۲۰ به عنوان بخشی از ای‌پی خود به نام شکر منتشر شد و بعداً در ۷ آوریل ۲۰۲۰ توسط ناشر گواهینامه ۱۵۰۱ و سرگرمی ۳۰۰ به عنوان سومین تک‌آهنگ از ای‌پی به قالب‌های رادیو ضربه ای معاصر ایالات متحده ارسال شد. این تک‌آهنگ در برنامه اشتراک گذاری ویدیو تیک‌تاک برای چالش رقص «وحشی» هنگام اجرای ترانه وایرال شد.
ریمیکس این تک‌آهنگ با همراهی بیانسه در ۲۹ آوریل ۲۰۲۰ منتشرشد. این ریمیکس به بالاترین رتبه مگان دی استالین تبدیل شد و در تاریخ ۲۶ مه ۲۰۲۰ در ۱۰۰ آهنگ داغ بیلبورد به رتبه یک رسید.

## ریمیکس بیانسه
در ۲۹ آوریل ۲۰۲۰، ریمیکس با همراهی بیانسه منتشر شد. کلیه درآمد حاصل برای بیماری کروناویروس ۲۰۱۹ اهدا شد.